# Oper Burg Gars
Oper Burg Gars (von 1990 bis 2013 unter dem Titel Opern Air Festspiele) ist ein österreichisches Opernfestival, welches seit 1990 jährlich von Juli bis August in der Burgruine Gars in der gleichnamigen Marktgemeinde Gars am Kamp stattfindet.

## Geschichte

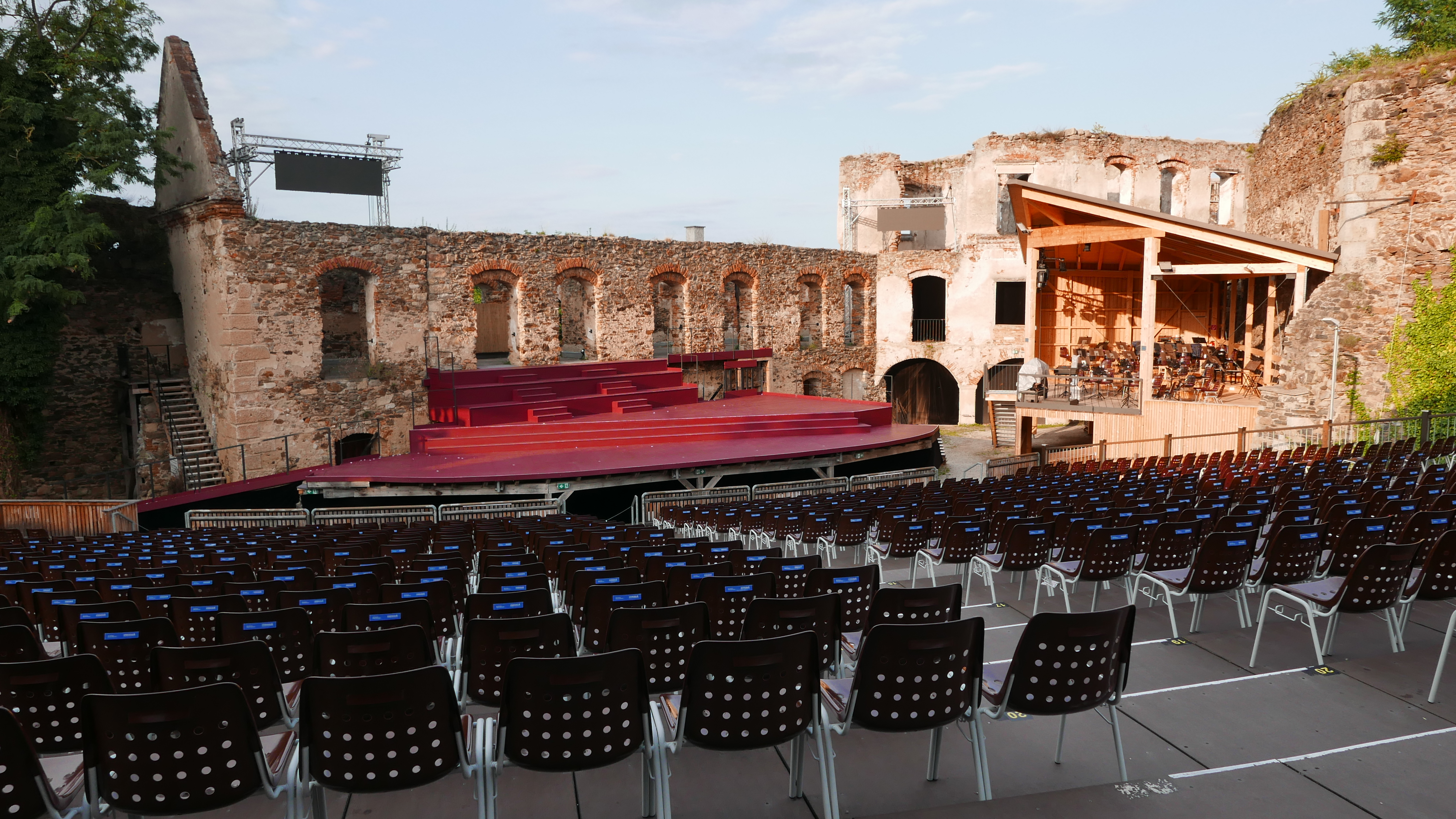
Bühne und Orchesterbau in der Burgruine Gars (2024)

Der aus Gars stammende Komponist und Dirigent Richard Edlinger und der Wiener Kammersänger Heinz Holecek entwickelten 1987 die Idee von Freiluftaufführungen in der Garser Burgruine. Ihr Vorhaben setzten sie 1988 im Rahmen des Donaufestivals durch die Aufführung von Igor Strawinskys „Geschichte vom Soldaten“ um. Eine zweite Produktion der beiden Künstler im darauffolgenden Jahr kam aus budgetären und künstlerischen Gründen nicht mehr zustande.
1989 wurden unter der Intendanz von Karel Drgáč, dem Opern-Direktor des Prager Smetana-Theaters, unter Mitwirkung verschiedener Garser Proponenten die Garser Opernfestspiele gegründet. Als erste Aufführung wurde im Sommer 1990 Mozarts Don Giovanni gespielt. Drgáčs „Opern Air Festspiele“ entwickelten sich unter seiner künstlerischen und kaufmännischen Leitung im Lauf der Zeit zu einem internationalen Opernfestival. Während seiner langjährigen Intendanz konnte Drgáč dank seiner Tätigkeit als Direktor der Prager Oper unter anderem die Sänger Mara Zampieri, Viktória Vizin, Antigone Papoulkas, Melba Ramos, Janez Lotrič, Peter Dvorský, Wolfgang Bankl oder Martin Winkler nach Gars bringen. In den ersten zehn Jahren erlebten die Opernaufführungen in der jährlich bis zu 20.000 Opernliebhaberinnen und Opernliebhaber die Burg besuchten, steigende Beliebtheit. Dank des Erfolgs kam es auch zu wesentlichen Veränderungen der Infrastruktur; hervorzuheben ist die den historischen Burghof raumfüllende Zuschauertribüne. Trotz des anfänglichen Erfolgs sanken die Besucherzahlen später unter anderem durch das stark steigende Angebot an Sommertheater- und Konzertveranstaltungen in Niederösterreich.
Nach 24 Jahren wurde Karel Drgáč 2013 von Johannes Wildner als Intendant und künstlerischer Leiter des Garser Freiluft-Operhauses abgelöst. Erneut stiegen die Besucherzahlen und die „Oper Burg Gars“ konnte sich als fester Bestandteil des niederösterreichischen Sommer-Kulturangebotes etablieren.
Seit 2023 ist Kammersänger Clemens Unterreiner der neue Intendant der Oper Burg Gars. Er hat seine erste Saison 2024 mit Gaetano Donizettis Werk „L’elisir d’amore“ („Der Liebestrank“) eröffnet.

## Künstlerische Leitung
- 1988: Heinz Holecek und Richard Edlinger
- 1990–2014: Karel Drgáč
- 2014–2023: Johannes Wildner
- seit 2023: Clemens Unterreiner

## Übersicht der Opern-Inszenierungen

### Holecek/Edlinger
- 1988: Die Geschichte vom Soldaten (I. Strawinsky)

### Intendanz Drgáč
Musikalischer Leiter und Dirigent: Ivan Pařík.
- 1990: Don Giovanni (W. A. Mozart)
- 1991: Die Zauberflöte (W.A. Mozart)
- 1992: Rigoletto (G. Verdi)
- 1993: Hoffmanns Erzählungen (J. Offenbach)
- 1994: Il trovatore (G. Verdi)
- 1995: Nabucco (G. Verdi)
- 1996: Carmen (G. Bizet)
- 1997: Aida (G. Verdi)
- 1998: La Bohème (G. Puccini)
- 1999: Fidelio (L. v. Beethoven)
- 2000: La Traviata (G. Verdi)
- 2001: Turandot (G. Puccini)
- 2002: Tosca (G. Puccini)
- 2003: Carmen (G. Bizet)
- 2004: Madama Butterfly (G. Puccini)
- 2005: Don Giovanni (W. A. Mozart)
- 2006: Nabucco (G. Verdi)
- 2007: Il trovatore (G. Verdi)
- 2008: Aida (G. Verdi)
- 2009: Die verkaufte Braut (B. Smetana)
- 2010: La traviata (G. Verdi)
- 2011: Carmen (G. Bizet)
- 2012: Rigoletto (G. Verdi)
- 2013: Il barbiere di Siviglia (G. Rossini)

### Intendanz Wildner
- 2014: Der Freischütz (C. M. v. Weber)
- 2015: Don Carlo (G. Verdi)
- 2016: Otello (G. Verdi)
- 2017: Die Zauberflöte (W. A. Mozart)
- 2018: Tosca (G. Puccini)
- 2019: Fidelio (L. v. Beethoven)
- 2021: Die Entführung aus dem Serail (W. A. Mozart)
- 2022: Carmen (G. Bizet)
- 2023: Aida (G. Verdi)

### Intendanz Unterreiner
- 2024: L’elisir d’amore – Der Liebestrank (G. Donizetti)
- 2025: La Traviata (G. Verdi)[7]

## Ausstellung
- „35 Jahre Oper in Gars. Von den Anfängen bis heute.“ Ausstellung im Zeitbrücke-Museum Gars (Juni bis September 2024)[8]